# Prix Artigue
Le prix Artigue, de la fondation du même nom, est un ancien prix annuel de poésie, créé en 1929 par l’Académie française.

## Liste des lauréats

### Années 1920
- 1929 : 
  - Roger Allard pour Poésie légère
  - André Delacour (1882-1958) pour Le Voyage à l’étoile
  - François Franzoni (1887-1956)[2] pour Le printemps tragique
  - Gaston Giraudias ou Jacques Nanteuil pour Les Refuges
  - Renée Lançon pour Dernières Fleurs
  - Albert Tustes (1888-1943) pour Les Sirénéennes

### Années 1930
- 1930 : 
  - Henri Allorge pour L’Espoir obstiné
  - Marie-Rose Michaud-Lapeyre pour Les Roses rouges
  - Pierre Trahard pour Le Cycle des Chimères
- 1931 : 
  - Paul de Lacombe pour Hymnes et murmures
  - Louis Duplain (1861?-1931) pour Images rustiques
  - Cécile Périn
- 1932 : 
  - Edmond Gojon pour Le Marchand de nuages
  - Aline Henry (1887-1943) pour Les Lueurs incertaines
  - Camille Melloy pour Retour parmi les hommes
  - Lucien Rainier ou Joseph Melançon pour Avec ma vie
  - Bertrande Rouzès pour Veillées solitaires
- 1933 : 
  - Mathilde Delaporte pour La Glèbe humaine
  - Étienne Marcenac (1874-1956) pour À l'ombre des bouleaux
  - Pierre Marfaing pour Le Toit sous les figuiers
  - Andrée Pétibon (1898-2001) pour Sur le chemin du rêve
  - Marie-Louise Vignon pour Ciels clairs de France
- 1934 : 
  - Marie Allo pour Les Fontaines
  - Léon Bareau pour Mes heures de loisirs
  - Yves Bescou pour Rythmes inactuels
  - Jeanne Joannard pour Le Soir au jardin
  - Juana Richard-Lesclide pour Le Rosaire d’amour
  - Charlotte Pitou-Chevré pour Les Mains jointes
- 1935 : 
  - Mlle Claude Chardon pour Trois roses Dauphiné
  - Robert Houdelot (1912-1997) pour Fugue un peu triste
- 1936 : 
  - René Ayrolles pour Pensées dans les batailles
  - Victor Colin (compositeur, 18..-19..) pour Plus tard
  - Comtesse de Forges pour Du soleil sur la route
  - Blanche Lamontagne-Beauregard pour Dans la brousse
  - Wilfrid Lucas pour Les Cavaliers de Dieu
  - Rachel S. du Forez pour Sang de l'âme
  - Abbé Teulière pour Poèmes
- 1937 : 
  - Robert de Vroylande pour Prisme des jours
  - Edmond Fleg pour Écoute Israël
  - Maxime Léry (1884-1968) pour Fables
  - Edwige Pépin pour Près de mes eaux chantantes
- 1938 : 
  - Jacques Dalléas (1910-1997) pour Seul pays
  - Luc Estang pour Au delà de moi-même
  - André Stirling (1890-1978) pour Écrit dans la lumière du matin
- 1939 : 
  - Maurice-Pierre Boyé pour Nuées (1938) et Le Rossignol de l'automne (1935)
  - Jean Pourtal de Ladevèze pour Perspectives de songe

### Années 1940
- 1940 : 
  - Raymond Genty (1881-1950) pour La Route lumineuse
- 1941 : 
  - Philippe Chabaneix pour l'ensemble de son œuvre
- 1942 : 
  - Jean Benoit pour Descente chez les mères
  - Suzie Bournet pour Oasis et caravanes
  - Marceline Breton pour Reflets
  - Henri Lambert (1897-1958) pour Silex
  - André Stirling (1890-1978) pour Vallon de Port-Royal au parfum d'Évangile
- 1943 : 
  - Paul Aeschimann pour La Terre et l'Ange
- 1944 : 
  - Roger Lannes (1909-1982)
- 1945 : 
  - Abel Désiré Doysié (1886-1973) pour Cendres
- 1946 : 
  - Jacques Braud pour Échos et Rythmes
  - Alice Cluchier (1899-1987) pour Cris et tourments
  - Gabriel-Joseph Gros pour Le Bouquet de la mariée
- 1947 : 
  - Jean Pourtal de Ladevèze pour Stances
- 1948 : 
  - Marie Lavergne pour Un chant sur la route
  - Jean Néel pour La Coupe d'argile
- 1949 : 
  - Andrée Bourçois-Macé (1899-1987) pour Pétales d'heures
  - Léon Dufeu pour Pléto
  - Lao-Chi-Hien pour La Barque mandarine
  - Andrée Lemain-Lacroix pour La Corbeille embaumée

### Années 1950
- 1950 : 
  - Frances de Dalmatie pour l'ensemble de son œuvre poétique
- 1951 : 
  - Alfred Anselme pour L'Âme errante
  - Mlle S-P Brun pour Caroubes
  - André Pourquier pour Parmi les hommes
  - Jean Sylvaire pour Le Jardin des rimes
- 1952 : 
  - André Cachera pour Orbita lunae
  - Robert Goin pour Les Fleurs du rêve
  - Marguerite Milon-Nedjib pour Ainsi dit mon cœur
  - Baronne Léon Rolin pour La Lumière intérieure
  - Suzanne Turck de Laversay pour Les Fables de l'Antiquité
- 1953 : 
  - Jane Kieffer pour Forêts d'un autre monde
  - Jacques-Noir pour Celle qui ne fut pas assez aimée
- 1954 : 
  - Aloys-Jean Bataillard pour Captures, Saisons et Feuilles de température
  - Jeanne Benoit-Guyod (1896-1990) pour Fleurs d’Épine et Amoroso, doloroso
- 1955 : 
  - Marthe Brienchon pour L’Offrande automnale
  - Georges-André Delaume pour Cimes
- 1956 : 
  - Jean Aubert pour Aux mesures humaines
  - Mireille Bécue-Galand pour L’Anneau de l’Infini
  - Jacques Géant pour La voix obsédante
- 1957 : 
  - Raoul Stéphan pour Des pipeaux du Midi aux Cantiques du soir
- 1958 : 
  - Eugène Renoux-Bares pour Printemps dans ma cellule
- 1959 : 
  - Jean Rateau-Landeville (1894-1972) pour Les Consolations

### Années 1960
- 1960 : 
  - Gaston Bourgeois (1910-1988) pour Au bout du vent
  - Yane Sévac pour Échos d’Arcanes
- 1961 : 
  - Mikou Bertrand pour Fériale
  - Maurice d'Hartoy pour Les Tombeaux des poètes
- 1962 : 
  - Jean Néel pour Miroir des jours et des nuits
- 1963 : 
  - André Stirling (1890-1978) pour Écrit dans la lumière de midi[3]
- 1964 : 
  - Jules Gille (1900-1971) pour Mains nouées et Préférences
- 1965 : 
  - Henriette Boute-Kerollier pour Visages de France
- 1966 : 
  - Joseph-Henri Louwyck pour Il neige des merveilles
- 1967 : 
  - Alain Frontier pour Les Mortes